# Ján Mikolaj
Ján Mikolaj (ur. 19 października 1953 w Koszycach) – słowacki inżynier, nauczyciel akademicki i polityk, od 2006 do 2010 wicepremier i minister oświaty w rządzie Roberta Ficy.

## Życiorys
W 1977 ukończył studia w Wyższej Szkole Transportu w Żylinie. Zatrudniony w charakterze pracownika naukowego katedry budownictwa drogowego tej uczelni (przekształconej w Wyższą Szkołę Transportu i Łączności). W 1992 został członkiem rady wydziału budownictwa Uniwersytetu Żylińskiego powstałego z przekształcenia VŠDS, a od 1993 do 1995 był jego prodziekanem. W latach 1995–1998 pełnił funkcję dyrektora Słowackiej Administracji Drogowej. W 1999 powrócił do pracy naukowej, m.in. jako kierownik katedry technologii i zarządzania budownictwem.
W wyborach w 2002 i 2006 uzyskiwał mandat posła do Rady Narodowej – w pierwszym przypadku z ramienia HZDS, a w drugim z listy SNS. W 2003 odszedł z HZDS, później przystąpił do SNS. W rządzie Roberta Ficy od lipca 2006 do lipca 2010 sprawował urząd wicepremiera oraz ministra oświaty z rekomendacji narodowców. W maju 2009 wykonywał dodatkowo obowiązki ministra środowiska, a od marca do czerwca 2010 obowiązki ministra budownictwa i rozwoju regionalnego. W wyborach w 2010 ponownie został wybrany w skład Rady Narodowej, zasiadając w niej do 2012.